# Флаг Веревского сельского поселения
Флаг муниципального образования «Ве́ревское сельское поселение» Гатчинского муниципального района Ленинградской области Российской Федерации — опознавательно-правовой знак, служащий официальным символом муниципального образования.
Флаг утверждён 31 января 2008 года и внесён в Государственный геральдический регистр Российской Федерации с присвоением регистрационного номера 3792.

## Описание
«Флаг муниципального образования „Веревское сельское поселение“ Гатчинского муниципального района Ленинградской области представляет собой прямоугольное полотнище с отношением ширины флага к длине — 2:3, воспроизводящее композицию герба муниципального образования „Веревское сельское поселение“ Гатчинского муниципального района Ленинградской области в чёрном, белом, жёлтом и красном цветах».
Геральдическое описание герба гласит: «В чёрном поле, усеянном золотыми семенами овса — серебряная, прыгающая в правую перевязь, выдра с червлёным (красным) языком».

## Обоснование символики
Флаг составлен на основании герба муниципального образования, в соответствии с традициями и правилами геральдики и отражает исторические, культурные, социально-экономические, национальные и иные местные традиции.
Серебряная выдра символизирует зверьков, которые некогда в изобилии обитали в этих местах. Газета «Царскосельское дело» от 4 декабря 1915 года писала: «Редкое изобилие выдры в местностях, прилегающих к реке Ижоре, близ города Гатчины, наблюдается небывалое ещё обилие выдры. Последнее обстоятельство даёт крупный заработок охотящимся на них крестьянам, которые выручают от продажи каждой шкурки зверя от 30 до 40 рублей. Кроме крестьян на выдр, ютящихся преимущественно в норах берегов Ижоры, приезжают охотится целые охотничьи экскурсии».
Белый цвет (серебро) — чистота помыслов, правдивость, невинность, благородство, откровенность, непорочность, надежда.
Красный цвет — символ храбрости, неустрашимости, жизнеутверждающей силы.
Чёрный цвет — символ благоразумия, мудрости, скромности, честности, древности и вечности бытия. Цвет земли, земельных угодий. Начиная с XVII века преобладающим населением края были ингерманландские финны, а до этого — ижора. Основным занятием для них было сельское хозяйство (символ этого — золотые семена овса). Чёрный цвет на флаге — это и олицетворение топонимики — Верево — в ряде скандинавских языков корень ver (vier, fer, fier) означает «огонь». А поскольку на этой территории в течение долгого времени жили шведы, финны и прочие народы, то вполне возможно, что это место могло быть названо как «огнище» — то есть, выгоревший участок леса. Впоследствии, такие участки бывшего леса, удобренные золой, местные жители использовали под посевы. Значительные площади территории муниципального образования Веревское сельское поселение занимают торфы.
Жёлтый цвет (золото) — символ божественного сияния, благодати, прочности, величия, солнечного света и урожая. Символизирует также могущество, силу, постоянство, знатность, справедливость, верность.